# 英國滙豐銀行

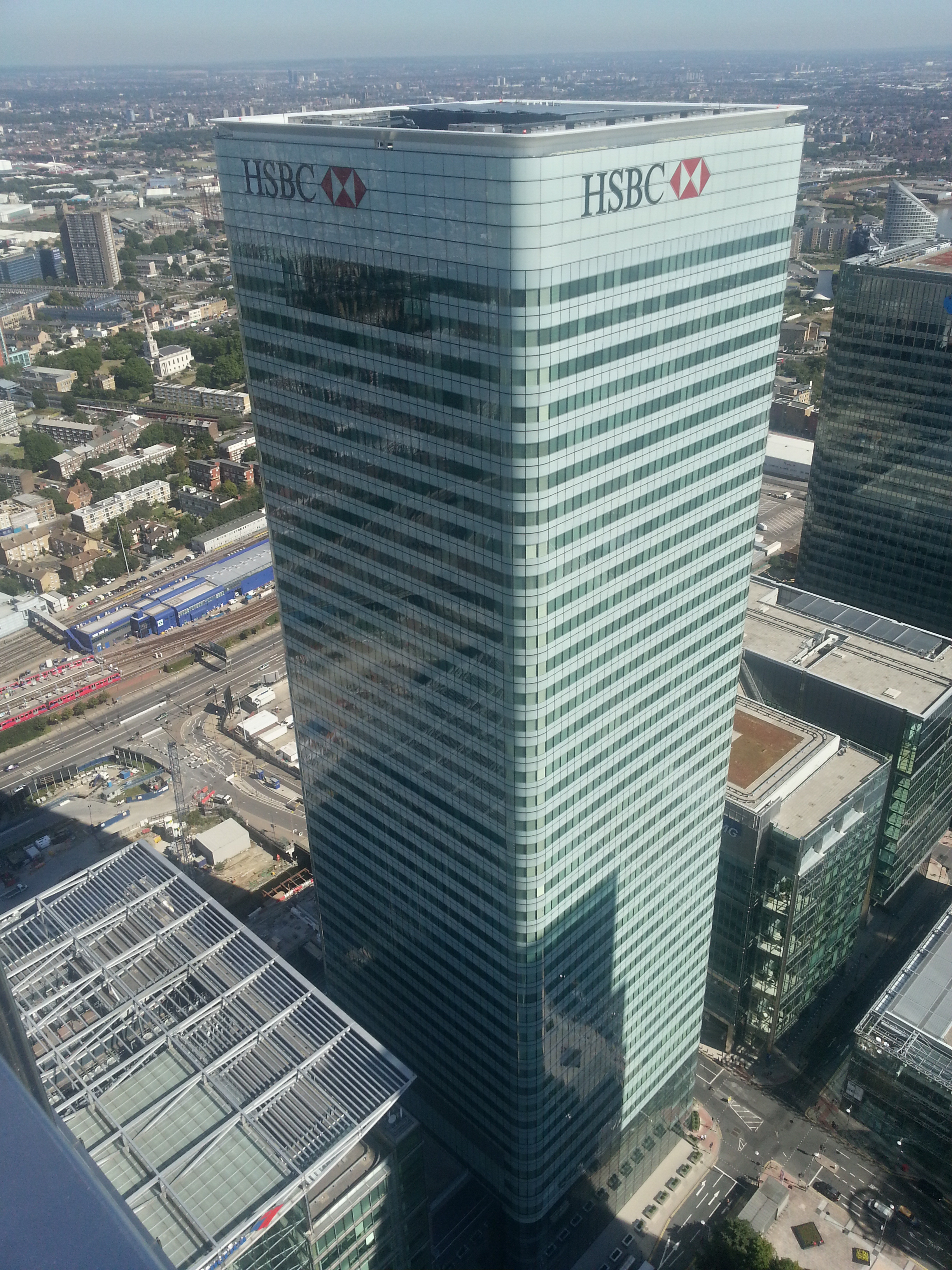
英國滙豐銀行總部滙豐大廈

英國滙豐銀行有限公司（HSBC Bank plc）是英國的一間結算銀行，以及滙豐集團在歐洲地區的總管理處，現時屬於英國以及歐洲最大的銀行。其前身為1836年在伯明翰成立的米特蘭銀行有限公司（Midland Bank）。米特蘭銀行被收購前，已經透過開設分行及收購其他銀行來擴展業務，成為英國數一數二的大型銀行。
截至2010年6月31日歐洲滙豐，總資產高達12807億美元，

## 簡歷
1987年，香港上海滙豐銀行購入米特蘭銀行的14.9%股權，雙方從此建立了深厚的業務關係。1992年3月，滙豐控股有限公司宣布計劃收購米特蘭全數股權，到了4月底，英國另一家結算銀行萊斯銀行亦表示考慮收購米特蘭，但在6月，滙豐以39億英鎊的估價對米特蘭提出最後收購建議，使萊斯銀行退出收購戰。收購行動於7月完成，成為銀行史上數一數二的重大收購事件。這項收購為滙豐提供在歐洲的重要據點，以配合亞洲和美洲現有的業務。
為配合滙豐的統一品牌，米特蘭銀行於1999年易名為英國滙豐銀行。原本香港上海滙豐銀行於英國設有分行，除了位於滙豐集團總管理處的分行之外，其餘的都已經納入英國滙豐銀行的網絡。
2002年，倫敦滙豐大廈建成，英國滙豐銀行總部及滙豐集團總管理處均共用該大廈。
2015年3月24日滙豐控股旗下因英國滙豐銀行應英國監管當局設立防火牆要求，購入英國中部伯明翰佔地21萬方呎Arena Central大廈，今年6月會開始作初部準備，2019年1月之前，將會有1000名員工搬入上址，作為新零售銀行及工商業務總部。零售銀行會變成獨立的法定機構，擁有自己的董事局，並且只可以在有充足的財政資源下才可向母公司派息。原屬英國滙豐銀行旗下、俗稱「炒房」的環球銀行及資本市場（GBM），分隔後將續留英國滙豐內，並與集團一樣駐紮倫敦。新分隔模式只限英國本土業務，不會影響海外（除非有新監管規定）集團現時在英國兩個零售品牌，包括總部位於切斯特（Chester）的馬莎銀行，及位於利兹（Leeds）的電話網上銀行First Direct，亦是以完全獨立品牌及經營路線運作。

## 英國業務
現時，英國滙豐銀行在英國本土大約有327間分行，多數集中在英格蘭以及威爾斯，在蘇格蘭以及北愛爾蘭設有少量分行。另外在英國設有多間附屬公司，包括：
- first direct－於1989年推出的電話及互聯網銀行服務
- HSBC Asset Finance
- HSBC Invoice Finance (UK) Limited
- HSBC Life (UK) Limited
- HSBC Private Bank (UK) Limited
- HSBC Rail (UK) Limited
- HSBC Trust Company (UK) Limited
- Marks and Spencer Retail Financial Services Holdings Limited－原本是馬莎百貨的一部分

## 歐洲業務
在歐洲其他地區，英國滙豐銀行在萌島、比利時、捷克、法國、希臘、愛爾蘭、義大利、荷蘭、斯洛伐克、西班牙以及瑞典設有分行，在塞浦路斯以及俄羅斯設有代表處，同時亦擁有多間附屬公司，包括：
- 法國滙豐
- 滙豐私人銀行（瑞士）有限公司
- 滙豐建信銀行
- 馬耳他滙豐銀行有限公司70.03%
- HSBC Bank AS
- 滙豐銀行國際有限公司－提供離岸銀行服務
- HSBC Bank Polska
- HSBC Private Bank (Guernsey) Limited
- HSBC Trinkaus & Burkhardt AG80.67%

## 歐洲地區以外的分行及辦事處
英國滙豐銀行在歐洲以外地區亦設有分行及辦事處，包括在香港、台灣、以色列以及澳洲設有分行，在委內瑞拉設有代表處，其附屬公司亦在亞美尼亞、哈薩克以及阿拉伯聯合酋長國等地設有分行及辦事處。

## 外部連結
- 英國滙豐銀行 （页面存档备份，存于）